# 센트레빌 아스테리움 서울
센트레빌 아스테리움 서울(영어: Centreville Asterium Seoul)은 대한민국 서울특별시 용산구 동자동에 위치한 아파트 단지이다. A동의 높이는 135m이고 최고 25층, B동, C동의 높이는 150m이고 최고 35층, 지하 9층까지 있다.

## 역사
2009년 6월 동자동4구역 도시환경정비 사업하기 위해서 신축아파트를 조성하였다. 10월 센트레일 아스테리움 서울 아파트 3개동과 오피스 1개동이 공개되었고 같은 해 11월 분양이 끝났다. 2010년 1월 착공하여 지하층 공사가 끝난 후 지상층 공사를 시작했고 'MDX'(복합기능도시, 'Mixed Use Development'의 약자) 설계가 적용됐다. 2012년 공사작업이 완료되었고 12월 공정률이 97%를 돌파했다. 2013년에 공정률 100% 도달과 모든 건물들이 완공되었고 9월에 입주가 시작되었다. 2014년 특별할인이 분양되어 2000만원대로 낮춰서 구입할 수 있다.

## 시설
엘리베이터는 A동 7대, B, C동에는 각각 5대가 있다. 주차장용과 세대용으로 분리되어 있으며 비상용 엘리베이터도 1대씩 있다. A동의 4층부터 16층까지는 오피스텔, 18층부터 27층까지는 아파트, B, C동의 3층부터 34층에는 아파트가 있다. 각 A, B, C동 17층에 위치한 주민공동시설과 연계된 하늘공원과 스카이 커뮤니티가 있으며 스카이라운지 등 커뮤니티 시설을 갖추고 있다. A동 옆에 KDB생명타워가 있으며 지하철 서울역과 연결되어 있다.

## 같이 보기
- 센트레빌 아스테리움 용산
- 서울특별시의 마천루 목록